# محمد السيد (لاعب شطرنج)
محمد ناصر السيد (2 نوفمبر 1981) أستاذ كبير في الشطرنج منذ 2009 من قطر، ويُصنّف ثاني أفضل لاعب شطرنج في قطر. اعتبارًا من سبتمبر 2018، بلغ تصنيفه في تصنيف إيلو للاتحاد الدولي للشطرنج 2484.
حصل السيد على لقب بطولة النخبة العربية للشطرنج الثالثة في دبي، في يونيو 2015، ولعب لصالح قطر في إحدى عشر دورة أوليمبية للشطرنج منذ عام 1994.

## روابط خارجية
- محمد ناصر السيد على موقع الاتحاد الدولي للشطرنج (الإنجليزية)
- محمد ناصر السيد على موقع مباريات الشطرنج (الإنجليزية)
- محمد ناصر السيد على موقع 365Chess.com (الإنجليزية)
- محمد ناصر السيد على موقع Chesstempo.com (الإنجليزية)
- محمد ناصر السيد سجل أولمبياد الشطرنج على موقع OlimpBase.org (الإنجليزية)